# Dresdense voetbalbond
De Dresdense voetbalbond (Duits: Verband Dresdner Ballspiel-Vereine) was een regionale voetbalbond in de Koninkrijk Saksen hoofdstad Dresden, die bestond van 1901 tot 1905, toen deze opging in de Midden-Duitse voetbalbond. 
De bond werd op 28 januari 1901 opgericht door drie clubs: BC Sportlust 1900 Dresden, Dresdner SC 1898 en Dresdner FC 1893. Van maart tot september 1901 werd het eerste kampioenschap gespeeld. Vanaf 1901 speelden de clubs ook in de Oost-Saksische competitie, die door de Midden-Duitse bond ingericht werd, echter bleef de Dresdense bond ook bestaan. Het is niet bekend of er in 1902/03 en 1903/04 ook competitievoetbal gespeeld werd. Enkel Dresdner SC speelde op dat moment in de Oost-Saksische competitie. In 1904/05 werd wel zeker nog een competitie georganiseerd. Na dit seizoen werd de bond opgeheven en gingen alle clubs in de Oost-Saksische competitie spelen die nu enkel nog voor clubs uit Dresden was. 

## Kampioenen
- 1900/01 : BC Sportlust 1900 Dresden
- 1901/02 : Dresdner SC 1898
- 1904/05 : Dresdner SC 1898